# Schachtanlage Rheinpreußen 4
Die Schachtanlage Rheinpreußen 4 ist ein ehemaliges Steinkohlen-Bergwerk in Moers in Nordrhein-Westfalen.

## Geschichte
Der Schacht Rheinpreußen 4 wurde in den Jahren von 1900 bis 1904 als Anschlussanlage der Zeche Rheinpreußen in Moers östlich der Römerstraße in Hochstraß abgeteuft. Die Schachtanlage war von vornherein als eigenständige Förderanlage konzipiert und wurde daher mit einem Doppelstreben-Fördergerüst für Schachtförderung und Seilfahrt ausgestattet. Weiterhin wurde auf der Anlage eine Kokerei errichtet.
Gemeinsam mit der benachbarten Anlage Rheinpreußen 5 wurde ab Betriebsbeginn der mechanische Ausbau der Gewinnungsbetriebe durchgeführt. So erfolgte 1905 der Einsatz der ersten Schüttelrutsche. Die Schachtanlage 4 entwickelte sich wirtschaftlich gut und konnte bald eine Förderung von fast 1 Million Tonnen Kohle jährlich aufweisen. Die 1914 und 1925 stillgelegten Schachtanlagen 1/2 und 3 der Zeche Rheinpreußen in Homberg wurden an die Anlage angeschlossen und fortan als Außenanlagen weitergeführt.
Nach dem Zweiten Weltkrieg wurde die bergrechtliche Gewerkschaft „Rheinpreußen“ in eine Aktiengesellschaft umgewandelt. Es wurden Zug um Zug umfassende Maßnahmen zur Zusammenfassung der Förderung vorgenommen. So wurde 1954 ein Teil des Südfelds wegen der dortigen Anthrazitkohlevorkommen an die Zeche Diergardt verpachtet. Weiterhin wurde der nicht mehr benötigte Schacht 2 stillgelegt und verfüllt. 1954 wurde die Kokerei zugunsten des Neubaus einer Zentralkokerei auf der Schachtanlage Pattberg außer Betrieb genommen. Ab 1958 wurde im Zuge der Rationalisierung die schrittweise Verlagerung des Abbaus aus den Südbereichen in das zentrale Grubenfeld durchgeführt. Dies führte zur Verfüllung des nicht mehr benötigten Schachts 1 im Jahre 1960.
Nach Fertigstellung des neuen Zentralförderschachtes 9 auf der Schachtanlage Rheinpreußen 5/9 1962 wurde die Einstellung der Förderung auf Rheinpreußen 4 eingeleitet und 1964 vollzogen. Schacht 3 wurde verfüllt, Schacht 4 wurde als Wetter- und Wasserhaltungsschacht der Schachtanlage Rheinpreußen 5/9 zugeordnet. Nach endgültiger Verfüllung des Schachts 4 im Jahre 1990 wurde das Zechengelände saniert und das Fördergerüst restauriert. Es ist als Industriedenkmal erhalten und gehört zur Route der Industriekultur.

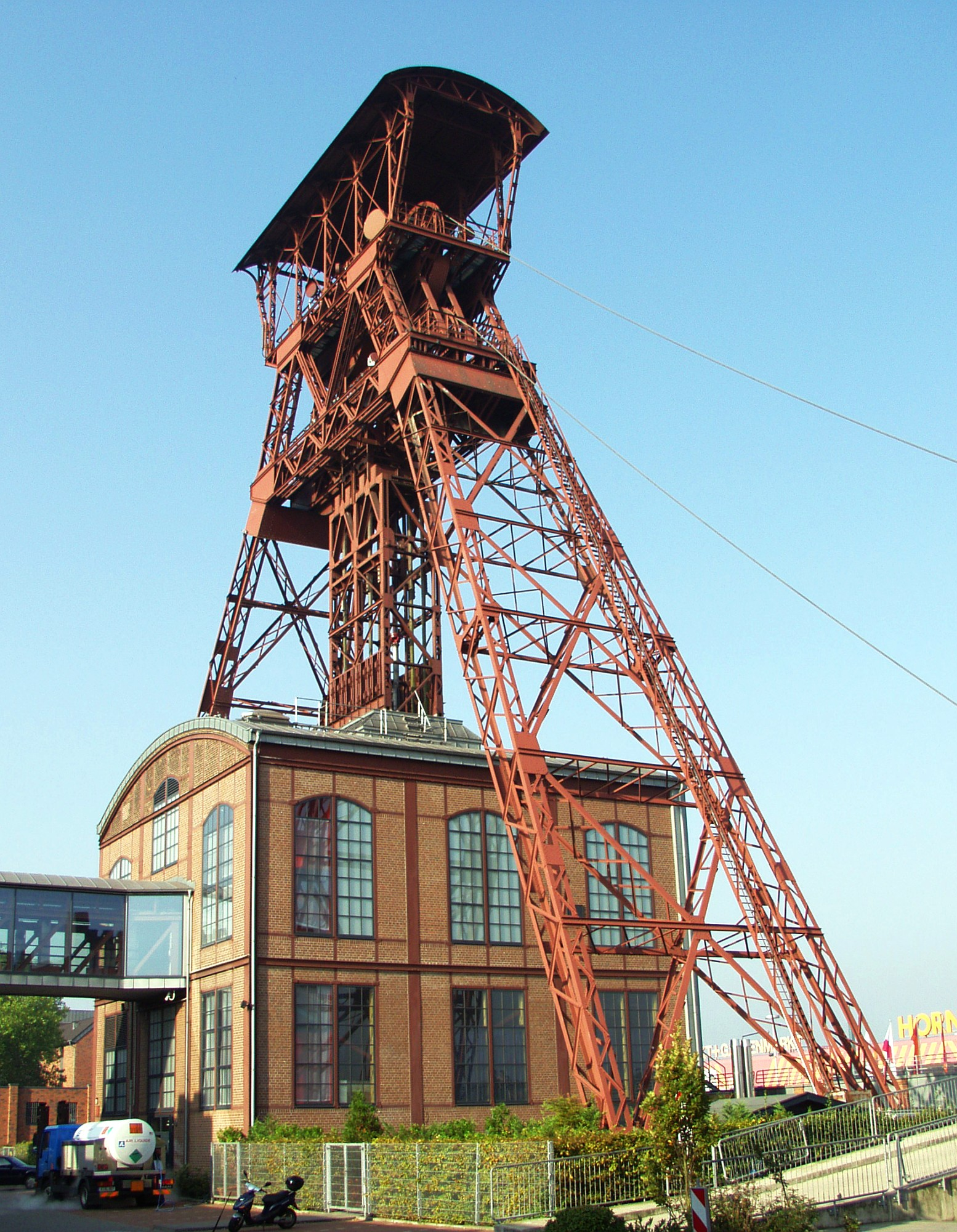
Fördergerüst
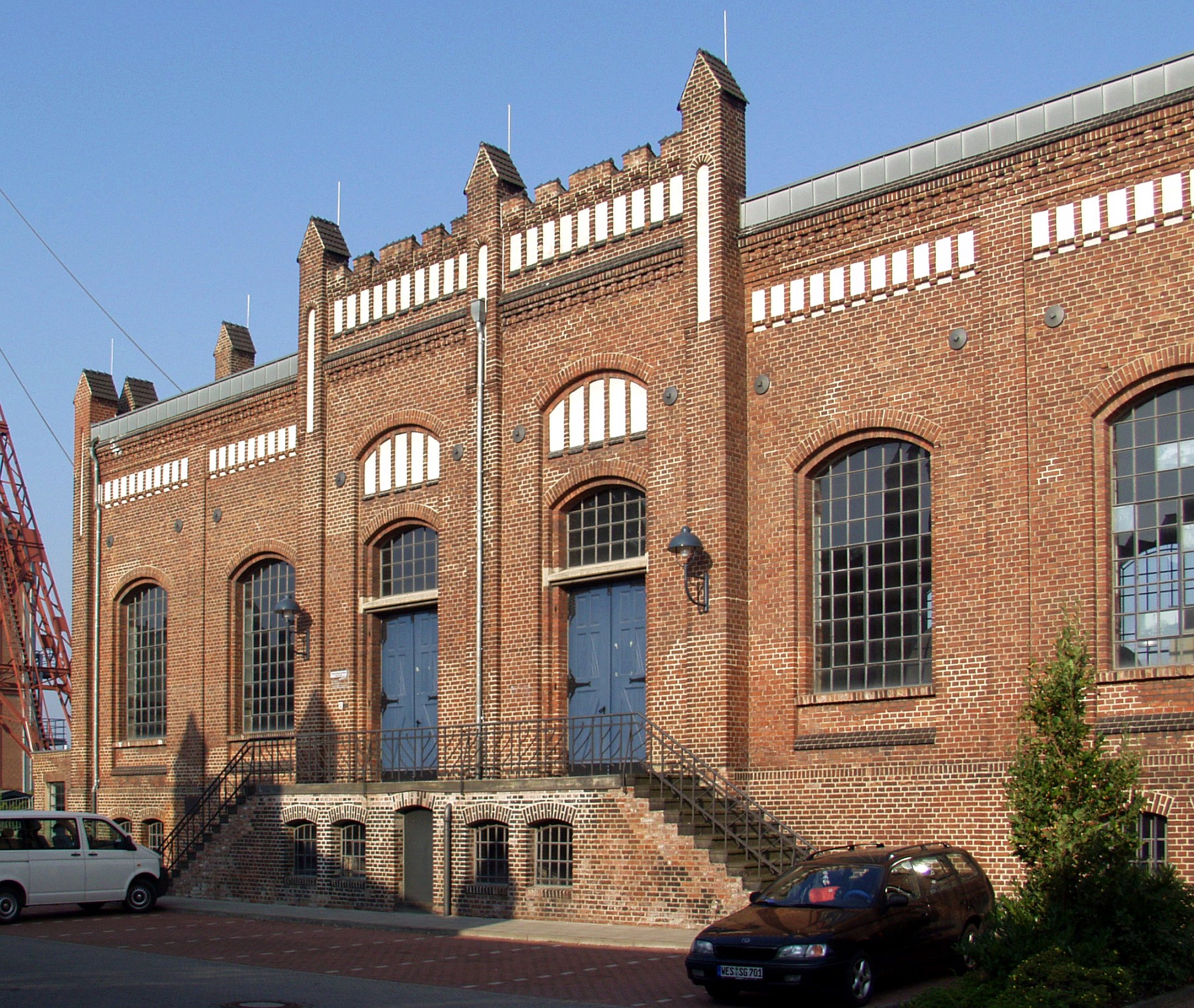
Fördermaschinenhaus